# Władimir Szewczuk
Władimir Michajłowicz Szewczuk (rus. Владимир Михайлович Шевчук; ur. 9 maja 1954 w Magnitogorsku, Rosyjska FSRR) – rosyjski piłkarz, grający na pozycji pomocnika, a wcześniej napastnika, trener piłkarski.

## Kariera piłkarska

### Kariera klubowa
W 1971 rozpoczął karierę piłkarską w Szachtarze Donieck. Potem występował w klubach Traktor Pawłodar, Kajrat Ałma-Ata, Lokomotiw Moskwa, Dnipro Dniepropetrowsk, Kołos Nikopol i Kolcheti Poti. W 1992 zakończył karierę zawodową w zespole Nieftiechimik Niżniekamsk.

## Kariera trenerska
Jeszcze będąc piłkarzem pełnił również funkcje trenerskie w Nieftiechimiku Niżniekamsk. Po zakończeniu kariery zawodniczej w latach 1995-2002 z przerwami pracował na różnych stanowiskach w sztabie szkoleniowym Saturna Ramienskoje. Potem prowadził Sokoł Saratów i FK Chimki. Od 2005 pomagał trenować CSKA Moskwa. W międzyczasie krótko prowadził Saturn Ramienskoje. W latach 2009–2010 pracował na stanowisku asystenta trenera w Dynamo Kijów. 1 lutego 2010 objął stanowisko głównego trenera Ałanii Władykaukaz.

## Sukcesy i odznaczenia

### Sukcesy klubowe
- mistrz Pierwszej Ligi ZSRR: 1976
- wicemistrz Pierwszej Ligi ZSRR: 1972, 1980
- brązowy medalista Pierwszej Ligi ZSRR: 1982

### Odznaczenia
- nagrodzony tytułem Mistrza Sportu ZSRR: 1979